# 华山镇 (丰县)
华山镇，是中华人民共和国江苏省徐州市丰县下辖的一个乡镇级行政单位。

## 行政区划
华山镇下辖以下地区：
套楼社区、徐屯社区、苇子坑社区、史店社区、华山村、小史楼村、徐屯村、张庄村、赵刘庄村、邢桥村、郭庙村、程庄村、赵屯村、满庄村、渠楼村、郭河村、长庄村、双楼村、枣园村、虎王集村、套楼村、付庙村、邵庄村、苇子坑村、大王庄村、王屯村、石楼村、中胡楼村和后胡楼村。